# Lijst van hunebedden in Noordrijn-Westfalen

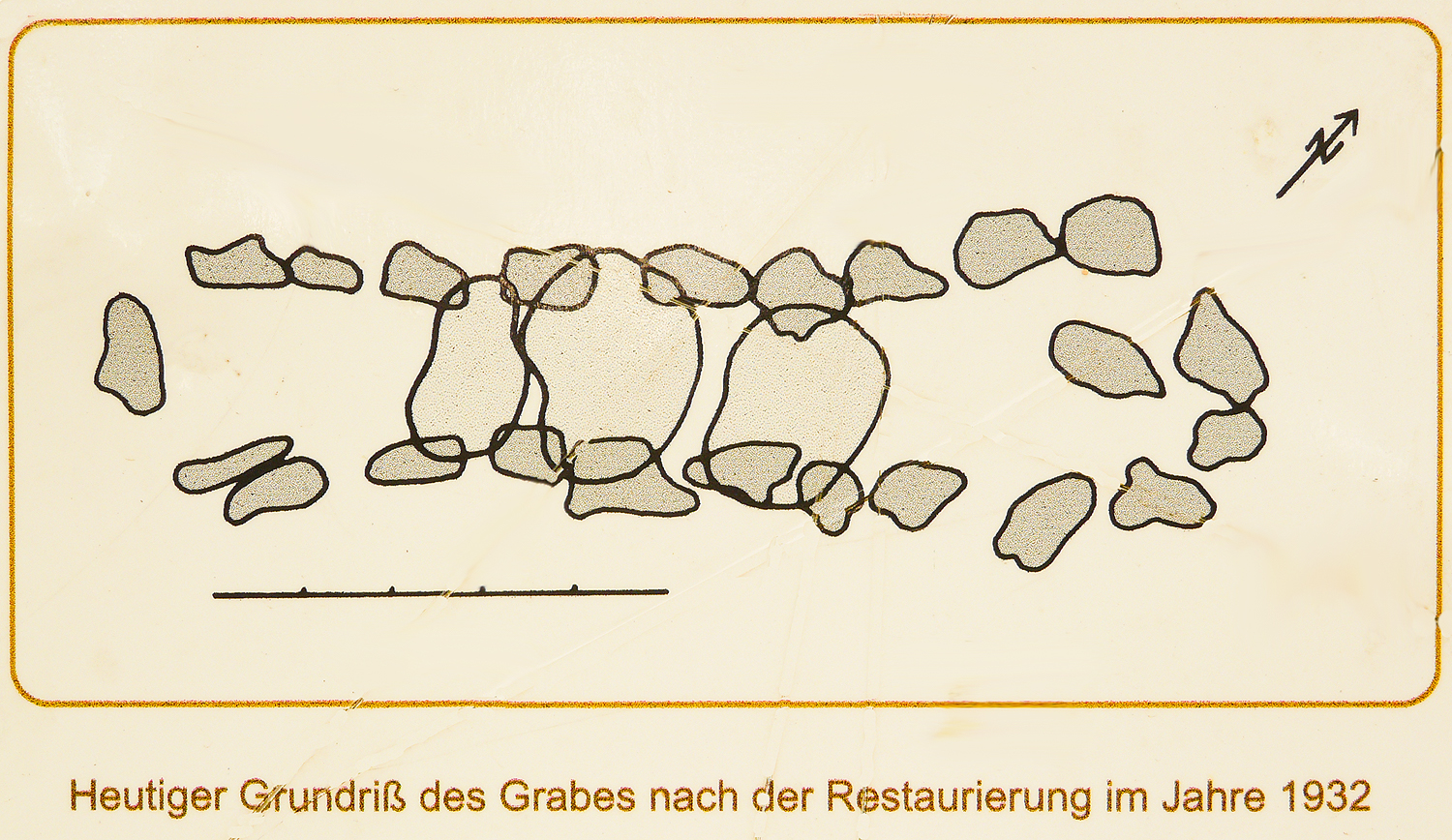
De Düwelsteene na de restauratie in 1932

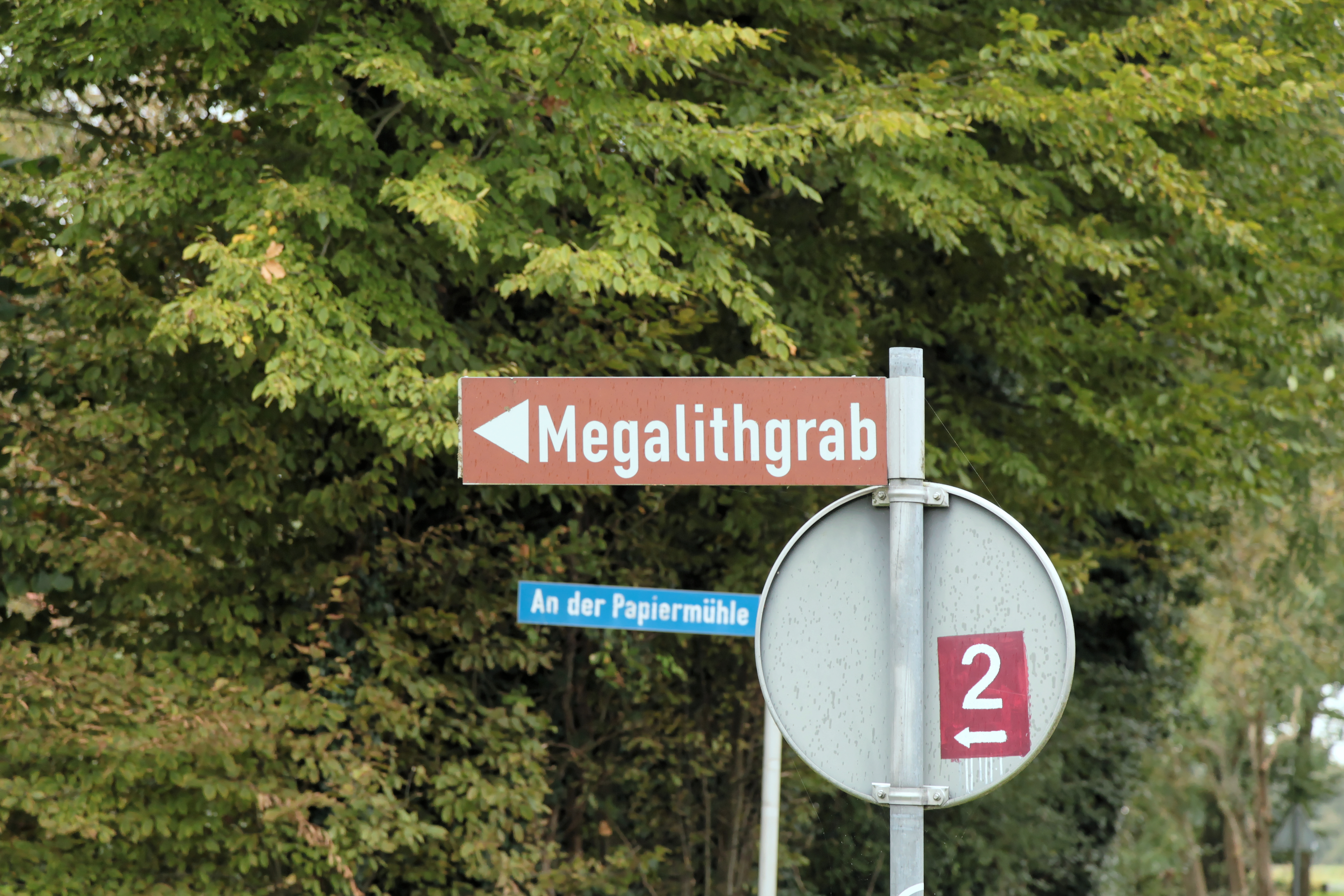
Wegwijzer naar Großsteingrab Lengerich-Wechte I

De lijst van hunebedden in Noordrijn-Westfalen bevat alle bekende hunebedden in de Duitse deelstaat Noordrijn-Westfalen.
Schmerlecke III en Völlinghausen worden niet genoemd, omdat ze niet met megalieten zijn opgebouwd (er wordt gebruik gemaakt van de stapelmuur-techniek).
De bouwwerken van Kirchboke en Neuhaus I worden als megalitische graven gezien, maar worden niet genoemd. In 1977 bleek Kirchboke het overblijfsel van een kelder uit de middeleeuwen. In Schloß Neuhaus werden afwijkende locaties gebruikt, zodat het leek alsof er twee graven waren. In werkelijkheid is er maar 1 hunebed.

## Lijst van graven
- Nr.: Noemt (indien aanwezig) het nummer uit de Atlas der Megalithgräber Deutschlands van Ernst Sprockhoff
- Naam: Noemt de naam en alternatieve benamingen
- Plaats: Noemt Gemeinde en Ortsteil
- Kreis: BOR: Kreis Borken; COE: Kreis Coesfeld; HX: Kreis Höxter; K: Köln (kreisfreie Stadt); MI: Kreis Minden-Lübbecke; PB: Kreis Paderborn; SO: Kreis Soest; ST: Kreis Steinfurt; UN: Kreis Unna; WAF: Kreis Warendorf
- Type: Er zijn verschillende graftypen
  - Ganggrab: rechthoekige, trapeziumvormige of meerhoekige grafkamer met minstens drie draagstenen aan de lange zijdeen een toegang aan een lange zijde
  - Galeriegrab: in de bodem ingegraven rechthoekige grafkamer met toegang tot een voorruim aan een smalle zijde

### Bewaarde graven
| Nr. | Naam                                                         | Plaats                              | Kreis | Type        | Opmerkingen | Afbeelding              |
| --- | ------------------------------------------------------------ | ----------------------------------- | ----- | ----------- | --- | ----------------------- |
|     | Galeriegrab Atteln I                                         | Lichtenau (Westfalen), OT Atteln    | PB    | Galeriegrab | |                         |
|     | Galeriegrab Atteln II                                        | Lichtenau (Westfalen), OT Atteln    | PB    | Galeriegrab | |                         |
|     | Galeriegrab Beckum II                                        | Beckum                              | WAF   | Galeriegrab | |                         |
|     | Galeriegrab Brenken                                          | Büren (Westfalen), OT Brenken       | PB    | Galeriegrab | vermelding in 1855, in 2008 herontdekt |                         |
|     | Großsteingrab Espel I                                        | Recke (Westfalen), OT Espel         | ST    | Ganggrab    | |                         |
|     | Galeriegrab Etteln                                           | Borchen, OT Etteln                  | PB    | Galeriegrab | |                         |
|     | Galeriegrab Großeneder                                       | Borgentreich, OT Großeneder         | HX    | Galeriegrab | |                         |
| 985 | Großsteingrab Heiden („Teufelssteine“, „Düwelsteene“)        | Heiden (Münsterland)                | BOR   | Ganggrab    | | Großsteingrab Heiden    |
|     | Galeriegrab Henglarn II                                      | Lichtenau (Westfalen), OT Henglarn  | PB    | Galeriegrab | |                         |
|     | Galeriegrab Hiddingsen                                       | Soest, OT Hiddingsen                | SO    | Galeriegrab | | Galeriegrab Hiddingsen  |
|     | Galeriegrab Hohenwepel                                       | Warburg, OT Hohenwepel              | HX    | Galeriegrab | |                         |
|     | Galeriegrab Kirchborchen I                                   | Borchen, OT Kirchborchen            | PB    | Galeriegrab | |                         |
|     | Galeriegrab Neuhaus                                          | Paderborn, Stadtteil Schloß Neuhaus | PB    | Galeriegrab | |                         |
|     | Großsteingrab Osterbeck                                      | Westerkappeln, OT Osterbeck         | ST    | onbekend    | |                         |
| 981 | Großsteingrab Rheine                                         | Rheine, OT Schotthock               | ST    | onbekend    | | Großsteingrab Rheine    |
|     | Galeriegrab Schmerlecke II                                   | Erwitte, OT Schmerlecke             | SO    | Galeriegrab | niet meer zichtbaar |                         |
|     | Galeriegrab Uelde                                            | Anröchte, OT Uelde                  | SO    | Galeriegrab | |                         |
|     | Galeriegrab Warburg-Rimbeck                                  | Warburg, Bezirk Rimbeck             | HX    | Galeriegrab | |                         |
|     | Galeriegrab Wechte I                                         | Lengerich (Westfalen), OT Wechte    | ST    | Galeriegrab | | Großsteingrab Wechte    |
| 983 | Großsteingrab Wersen I („Kleine Sloopsteine“)                | Lotte (Westfalen), OT Wersen        | ST    | onbekend    | | Großsteingrab Wersen I  |
| 984 | Großsteingrab Wersen II („Sloopsteine“, „Große Sloopsteine“) | Lotte (Westfalen), OT Wersen        | ST    | Ganggrab    | | Großsteingrab Wersen II |
| 982 | Großsteingrab Westerkappeln („Seester Sloopsteine“)          | Westerkappeln, OT Seeste            | ST    | onbekend    | |                         |
|     | Galeriegrab Wewelsburg I                                     | Büren (Westfalen), OT Wewelsburg    | PB    | Galeriegrab | voor het eerst vermeld in 1855, het graf is grotendeels vernietigd en bovenaards niet meer zichtbaar, in 1986/87 vond een opgraving om items te redden plaats |                         |
|     | Galeriegrab Wewelsburg II                                    | Büren (Westfalen), OT Wewelsburg    | PB    | Galeriegrab | ontdekt in 1985, bovenaards niet zichtbaar |                         |

### Verplaatste graven
| Nr. | Naam                    | Plaats                    | Kreis | Type        | Opmerkingen | Afbeelding           |
| --- | ----------------------- | ------------------------- | ----- | ----------- | --- | -------------------- |
|     | Galeriegrab Warburg I   | Warburg                   | HX    | Galeriegrab | bevindt zich in het LWL-Museum für Archäologie in Herne, tot de necropolis van Warburg behoorde ook een houten bouwwerk met de naam Warburg II. |                      |
|     | Galeriegrab Warburg III | Warburg                   | HX    | Galeriegrab | bevindt zich in het LWL-Museum für Archäologie in Herne                                                                                         |                      |
|     | Galeriegrab Warburg IV  | Warburg                   | HX    | Galeriegrab | bevindt zich in het LWL-Museum für Archäologie in Herne                                                                                         |                      |
|     | Galeriegrab Warburg V   | Warburg                   | HX    | Galeriegrab | bevindt zich in het LWL-Museum für Archäologie in Herne                                                                                         |                      |
|     | Großsteingrab Werste    | Bad Oeynhausen, OT Werste | MI    | onbekend    | afgegraven in 1926, in de buurt van de oorspronkelijke vindplaats weer opgebouwd                                                                | Großsteingrab Werste |

### Vernietigde graven
| Nr. | Naam                                                    | Plaats                             | Kreis | Type        | Opmerkingen                                                                     | Afbeelding |
| --- | ------------------------------------------------------- | ---------------------------------- | ----- | ----------- | ------------------------------------------------------------------------------- | ---------- |
|     | Großsteingrab Altlünen                                  | Lünen, OT Altlünen                 | UN    | onbekend    | een deksteen werd in de jaren 1970 opnieuw gevonden                             |            |
|     | Großsteingrab Baumberg                                  | Nottuln                            | COE   |             |                                                                                 |            |
|     | Galeriegrab Beckum I                                    | Beckum                             | WAF   | Galeriegrab |                                                                                 |            |
|     | Großsteingrab Buldern                                   | Dülmen, OT Buldern                 | COE   | onbekend    |                                                                                 |            |
|     | Großsteingrab Elte                                      | Rheine, OT Elte                    | ST    | onbekend    |                                                                                 |            |
|     | Großsteingrab Espel II                                  | Recke (Westfalen), OT Espel        | ST    | onbekend    |                                                                                 |            |
|     | Großsteingrab Groß Reken                                | Reken, OT Groß Reken               | BOR   | onbekend    |                                                                                 |            |
|     | Galeriegrab Henglarn I                                  | Lichtenau (Westfalen), OT Henglarn | PB    | Galeriegrab |                                                                                 |            |
|     | Galeriegrab Kirchborchen II                             | Borchen, OT Kirchborchen           | PB    | Galeriegrab |                                                                                 |            |
|     | Großsteingrab Kleinendorf („Hohesteine“, „Hünensteine“) | Rahden, OT Kleinendorf             | MI    | onbekend    |                                                                                 |            |
|     | Großsteingrab Ladbergen I                               | Ladbergen                          | ST    | onbekend    |                                                                                 |            |
|     | Großsteingrab Ladbergen II                              | Ladbergen                          | ST    | onbekend    |                                                                                 |            |
|     | Galeriegrab Lippborg                                    | Lippetal, OT Lippborg              | SO    | Galeriegrab |                                                                                 |            |
|     | Galeriegrab Lippstadt                                   | Lippstadt                          | SO    | Galeriegrab |                                                                                 |            |
|     | Galeriegrab Ostönnen                                    | Soest, OT Ostönnen                 | SO    | Galeriegrab |                                                                                 |            |
|     | Großsteingrab Rahden I                                  | Rahden                             | MI    | onbekend    | samen met de graven in Kleinendorf en Varl vermeld, maar precieze plek onbekend |            |
|     | Großsteingrab Rahden II                                 | Rahden                             | MI    | onbekend    | samen met de graven in Kleinendorf en Varl vermeld, maar precieze plek onbekend |            |
|     | Galeriegrab Schmerlecke I                               | Erwitte, OT Schmerlecke            | SO    | Galeriegrab |                                                                                 |            |
|     | Großsteingrab Steinbeck                                 | Recke (Westfalen), OT Steinbeck    | ST    | onbekend    |                                                                                 |            |
|     | Großsteingrab Varl                                      | Rahden, OT Varl                    | MI    | onbekend    |                                                                                 |            |
|     | Galeriegrab Wechte II                                   | Lengerich (Westfalen), OT Wechte   | ST    | Galeriegrab |                                                                                 |            |
|     | Großsteingrab Wersen III                                | Lotte (Westfalen), OT Wersen       | ST    | onbekend    |                                                                                 |            |
|     | Galeriegrab Wünnenberg                                  | Bad Wünnenberg                     | PB    | Galeriegrab |                                                                                 |            |

### Onbekende herkomst
| Naam           | Plaats | Kreis | Opmerkingen                                                                                   |
| -------------- | ------ | ----- | --------------------------------------------------------------------------------------------- |
| „Blauer Stein“ | Keulen | K     | kunstmatig geperforeerde steen, die voor de Kölner Dom opgesteld was en sinds 1829 vermist is |

### Naamsaanduiding
| Naam                    | Plaats                   | Kreis | Opmerkingen |
| ----------------------- | ------------------------ | ----- | ----------- |
| „To den twelve Steenen“ | Petershagen, OT Eldagsen | MI    |             |